# Jane Greer
Jane Greer (9 de septiembre de 1924 – 24 de agosto de 2001) fue una actriz cinematográfica estadounidense a la que se recuerda principalmente por su papel de la mujer fatal Kathie Moffat en la película de 1947 Out of the Past. En 2009, The Guardian la nombró una de las mejores actrices que nunca han recibido una nominación al Oscar.

## Biografía
Su verdadero nombre era Bettejane Greer, nació en Washington D. C., hija de Charles Durell McClellan Greer Jr. y su esposa, Bettie.En 1940, a los 15 años, Greer sufrió una parálisis facial que le paralizó el lado izquierdo de la cara. Afirmaba que los ejercicios faciales que realizó para superar la parálisis le enseñaron la importancia de la expresión facial a la hora de transmitir emociones humanas. En su adolescencia fue modelo y ganadora de un concurso de belleza, e inició su carrera  en el mundo del espectáculo como cantante de big band. Cantó en Washington D. C., con la orquesta de Enric Madriguera, con la que «cantaba fonéticamente en español».
El 4 de diciembre de 1945, un tribunal de Los Ángeles cambió legalmente su nombre por el de Jane Greer.

## Trayectoria
Howard Hughes observó una foto suya como modelo en la portada de la revista Life del 2 de junio de 1947, y la mandó a Hollywood, a la productora RKO, para trabajar como actriz en diversos filmes, incluyendo Dick Tracy (1945), The Falcon's Alibi (1946), Out of the Past (1947), They Won't Believe Me (1947), y The Big Steal (1949), título que, junto a Out of the Past, protagonizó junto a Robert Mitchum. Hughes se negó a dejarla trabajar durante un tiempo; cuando por fin reanudó su carrera, intervino en You're in the Navy Now (1951). Este mismo año apareció en el capítulo 6 de la primera temporada de Bonanza llamado "El palacio de Julia". El prisionero de Zenda (1952), The Clown (1953), Run for the Sun (Huida hacia el sol) (1956), Man of a Thousand Faces (El hombre de las mil caras) (1957), Where Love Has Gone (¿A dónde fue el amor?) (1964), Billie (1965) y The Outfit (1973), entre otros títulos.  En 1952, Greer obtuvo la liberación de su contrato con los estudios Metro-Goldwyn-Mayer. Dijo: «Cuando hay un buen papel en MGM, los productores quieren a Lana o a Ava. No hay ninguna posibilidad de que otra actriz alcance un estrellato importante en el estudio".
Los papeles más destacados de Greer en televisión incluyeron apariciones como invitada en episodios de numerosos programas a lo largo de las décadas, como Alfred Hitchcock Presents, Bonanza, Quincy, M.E., Murder, She Wrote, y un papel en 1975 con Peter Falk y Robert Vaughn en un episodio de Columbo titulado "Troubled Waters". En 1984 intervino en Against All Odds, una versión de Out of the Past, película en la que interpretaba a la madre del personaje que había interpretado en 1947 (Rachel Ward). También participó en una parodia televisiva de Out of the Past emitida en el programa Saturday Night Live, junto a su pareja original, Robert Mitchum. Greer se unió a los elencos de Falcon Crest en 1984 y Twin Peaks en 1990 en papeles recurrentes hasta su retirada en 1996. 

## Reconocimientos
Greer fue honrada con una estrella en el Paseo de la Fama de Hollywood, en el 1634 de Vine Street, por su contribución a la industria cinematográfica. La estrella le fue dedicada el 8 de febrero de 1960.

## Vida personal
Greer se casó con Rudy Vallee el 2 de diciembre de 1943 en Hollywood, pero se separaron a los tres meses y se divorciaron el 27 de julio de 1944. El 20 de agosto de 1947, Greer se casó con Edward Lasker (1912-1997), abogado y empresario de Los Ángeles, con quien tuvo tres hijos, productor de cine (Juegos de guerra, Sneakers). Greer y Lasker se divorciaron en 1967. Frank London (actor y entrenador de diálogos) fue pareja de Greer desde 1965 hasta su muerte en 2001, seis meses antes de que Greer falleciera. Greer fue demócrata de toda la vida y apoyó a Adlai Stevenson durante las elecciones presidenciales de 1952. Greer era católica.
Greer falleció a causa de un cáncer a los 76 años de edad, en Bel Air, en Los Ángeles (California). Está enterrada en el Cementerio Westwood Village Memorial Park de los Pierce Brothers (Los Ángeles). 

## Filmografía
| Año  | Título                          | Rol                       | Director                   | Notes              |
| ---- | ------------------------------- | ------------------------- | -------------------------- | ------------------ |
| 1945 | Pan-Americana                   | Miss Downing              | Ruby Rosenberg (assistant) | Uncredited         |
| 1945 | Two O'Clock Courage             | Helen Carter              | Anthony Mann               | as Bettejane Greer |
| 1945 | George White's Scandals         | Billie Randall            | Felix E. Feist             | as Bettejane Greer |
| 1945 | Dick Tracy                      | Judith Owens              | William A. Berke           |                    |
| 1946 | The Falcon's Alibi              | Lola Carpenter            | James Anderson (assistant) |                    |
| 1946 | Sunset Pass                     | Lolita Baxter             | Doran Cox (assistant)      |                    |
| 1946 | The Bamboo Blonde               | Eileen Sawyer             | Anthony Mann               |                    |
| 1947 | Sinbad the Sailor               | Pirouze                   | Richard Wallace            |                    |
| 1947 | They Won't Believe Me           | Janice Bell               | Irving Pichel              |                    |
| 1947 | Out of the Past                 | Kathie Moffat             | Jacques Tourneur           |                    |
| 1948 | Station West                    | Charlie                   | Sidney Lanfield            |                    |
| 1949 | The Big Steal                   | Joan Graham               | Don Siegel                 |                    |
| 1951 | The Company She Keeps           | Diane Stuart              | John Cromwell              |                    |
| 1951 | You're in the Navy Now          | Ellie C. Harkness         | Henry Hathaway             |                    |
| 1952 | You for Me                      | Katie McDermad            | Don Weis                   |                    |
| 1952 | The Prisoner of Zenda           | Antoinette de Mauban      | Richard Thorpe             |                    |
| 1952 | Desperate Search                | Julie Heldon              | Joseph H. Lewis            |                    |
| 1953 | The Clown                       | Paula Henderson           | Robert Z. Leonard          |                    |
| 1953 | Down Among the Sheltering Palms | Diana Forrester           | Edmund Goulding            |                    |
| 1956 | Run for the Sun                 | Katherine "Katie" Connors | Roy Boulting               |                    |
| 1957 | Man of a Thousand Faces         | Hazel Bennet Chaney       | Joseph Pevney              |                    |
| 1964 | Where Love Has Gone             | Marian Spicer             | Edward Dmytryk             |                    |
| 1965 | Billie                          | Agnes Carol               | Don Weis                   |                    |
| 1973 | The Outfit                      | Alma Macklin              | John Flynn                 |                    |
| 1979 | A Christmas for Boomer          |                           |                            | TV movie           |
| 1982 | The Shadow Riders               | Ma Traven                 | Andrew V. McLaglen         | TV movie           |
| 1984 | Against All Odds                | Mrs. Wyler                | Taylor Hackford            |                    |
| 1986 | Just Between Friends            | Ruth Chadwick             | Allan Burns                |                    |
| 1989 | Immediate Family                | Michael's Mother          | Jonathan Kaplan            |                    |
| 1996 | Perfect Mate                    | Mom                       |                            |                    |

## Créditos en televisión
- The Ford Television Theatre - "Look for Tomorrow" (1953), "One Man Missing (1955)", "Moment of Decision" (1957)
- Celebrity Playhouse - "Diamonds in the Sky" (1955) as Nina
- Zane Grey Theater - "A Gun for My Bride" (1957), "The Vaunted" (1958), "Stagecoach to Yuma" (1960)
- Playhouse 90 - "No Time at All" (1958) as Karen
- Alfred Hitchcock Presents (1959) (Season 4 Episode 34: "A True Account") as Mrs. Cannon-Hughes / Ms. Cannon-Hughes / Mrs. Cannon-Hughes-Brett
- Bonanza - "The Julia Bulette Story" (1959) as Julia Bulette
- Stagecoach West - "High Lonesome" (1960) as Kathleen Kane
- Thriller - "Portrait Without a Face" (1961) as Ann Moffat
- Burke's Law - "Who Killed My Girl?" (1964) as Lonnie Smith
- Columbo - "Troubled Waters" (1975) as Sylvia Danziger
- Quincy, M.E. - "The Depth of Beauty" (1979) as Dorrie Larkin
- Falcon Crest (1984) as Charlotte Pershing (recurring role, 6 episodes)
- The Law & Harry McGraw - "Murder by Landslide" (1987) as Augusta Stillman
- Saturday Night Live - "Robert Mitchum/Simply Red" (1987) as Kathy (uncredited)
- Murder, She Wrote - "The Last Flight of the Dixie Damsel" (1988) as Bonnie Phelps
- Twin Peaks  (1990) as Vivian Smythe Niles